# Julián Gil
Imanol Julián Elías Gil Beltrán (n. 13 iunie 1970, Buenos Aires, Argentina) este un actor argentinian.

## Biografie
Julián Elías Gil Beltrán s-a născut în Buenos Aires, Argentina. A crescut în Puerto Rico, iar ulterior a locuit și în Venezuela. Are două surori Patricia și Lorena. Are doi copii, Nicolle Alexandra (n. 1987) și Julian Jr. (n. 1995).
La începutul anilor '90 debutează în modeling. A defilat pe podiumurile din întreaga Americă Latină și a apărut în reviste importante. Asta i-a dat posibilitatea de a-și extinde cariera în domeniul actoriei. Astfel, a început să joace în piese de teatru, filme și televiziune în Puerto Rico.
A jucat în numeroase telenovele cum ar fi Valeria, Amor comprado, Acorralada, Sortilegio, Eva Luna și La que no podia amar.
A debutat în lumea teatrului prin piesa Por el medio si no hay remedio în 1995, în Puerto Rico, apoi și în alte piese precum El crimen del Padre Amaro, Sexo, pudor y lagrimas și Nueve semanas y media, printre altele.
Apoi a continuat activitatea artistică și a jucat în mai multe telenovele ca Mi conciencia y yo (în Ecuador), Mi adorada Malena, Por todo lo alto (RCTV, Venezuela) și în filmele La caja de problemas, Más allá del límite, Marina, Fuego en el alma.

## Filmografie

### Peliculas
- 2001: Marina (Muvi Film) : John  (Vidéo)[1]
- 2002: Más allá del limite (Erick Hernández)
- 2004: La caja de problemas (David Aponte)[2]
- 2005: Fuego en el alma (Abdiel Colberg) : Millo
- 2006: El milagro de la Virgen de Coromoto (Film Factory) : Jaime[3]
- 2010: Entre piernas : Paco
- 2014: Lotoman 003 : El Boricua[4]
- 2014: Misterio's: Llamas de sueños : Leonardo Aguilar[5]

### Telenovele
- 2000: Tres amigas
- 2002: Mi conciencia y yo  (Riverside) : Alfonso[6]
- 2006: Por todo lo alto (RCTV) : Halcón[7]
- 2007: Acorralada (Venevisión Producción) : Francisco Suárez « Pancholón »[8]
- 2007: Isla Paraíso (Venevisión Producción) : Armando[9]
- 2007: Mi adorada Malena : Mateo (Protagonist)[10]
- 2008: Valeria (Venevisión Producción) : Daniel Ferrari
- 2008: Amor comprado (Venevisión Producción) : Esteban Rondero (Antagonist)[11]
- 2009: Los Barriga (Frecuencia Latina) : Francesco Cezanne (Protagonist)[12]
- 2009: Sortilegio (Televisa) : Ulises Villaseñor[13]
- 2010: Valientes : Leonardo Soto (Protagonist)
- 2010-2011: Eva Luna (Univisión) : Leonardo « Leo »  Arismendi (Antagonist)[14]
- 2011-2012: La que no podía amar (Televisa) : Bruno Rey (Antagonist)[15]
- 2012-2013: Doubles Jeux (¿Quién eres tú?) (RTI Producción) : Felipe Esquivel (Protagonist)[16]
- 2012-2013: Rosario
- 2013: Los secretos de Lucía (Venevisión) : Robert Neville (Antagonist)[17]
- 2014-2015: Hasta el fin del mundo (Televisa) : Patricio Iturbide (Antagonist)[18]
- 2016: Sueño de amor (Televisa) : Ernesto de la Colina (Antagonist)[19]

### Teatru
- 1995: La abeja reina
- 1999: Por el medio si no hay remedio
- 2000: Nueve semanas y media[20]
- 2000: Sexo, pudor y lagrimas
- 2001: En pelotas: Papito[21]
- 2002: Los gallos salvajes: Luciano Miranda, fils[22]
- 2002: El cotorrito by the sea: Bugambilia[23]
- 2003: Luminaria: Franz[24]
- 2003: Tarzan - Salvemos la selva: Tarzan[25]
- 2004: El mal mundo
- 2004: La princesa en el lago de los cisnes
- 2005: El crimen del Padre Amaro: Padre Amaro Viera
- 2008: Los hombres aman a las cabronas: Jorge[26]
- 2010: Sortilegio El Show: Ulises Villaseñor[27]
- 2013: Aquel Tiempo de Campeones: Phil Romano[28]
- 2015: Divorciémonos mi amor : Benigna « Benny »[29]